# Pelekium subbifarium
Pelekium subbifarium är en bladmossart som först beskrevs av Brotherus, och fick sitt nu gällande namn av Brotherus 1925. Pelekium subbifarium ingår i släktet Pelekium och familjen Thuidiaceae. Inga underarter finns listade i Catalogue of Life.